# Khruangbin
Khruangbin ( /ˈkrʌŋbɪn/ KRUNG-bin ; Tailandês: [kʰrɯa̯ŋ˥˩.bin], เครื่องบิน) é um trio musical americano de Houston, Texas. A banda é formada por Laura Lee no baixo, Mark Speer na guitarra e Donald Ray "DJ" Johnson Jr. na bateria. A banda é conhecida por misturar influências musicais globais, como soul clássico, dub, rock e psicodelia. O seu primeiro álbum de estúdio, The Universe Smiles Upon You (2015), baseia-se na história da música tailandesa na década de 1960, especificamente de Luk thung, enquanto seu segundo álbum, Con Todo el Mundo (2018), tem influências da Espanha e do Meio Leste. Speer, Lee e DJ também apresentam programas de rádio "AirKhruang" na NTS Radio e no Facebook Live.
- Laura Lee - baixo, voz
- Mark Speer - guitarras, vocais
- Donald "DJ" Johnson - bateria, teclado, voz

## Discografia

### Álbuns de estúdio
| Título                                                                              | Detalhes | Posições do gráfico de pico | Posições do gráfico de pico | Posições do gráfico de pico | Posições do gráfico de pico | Posições do gráfico de pico | Posições do gráfico de pico | Posições do gráfico de pico | Posições do gráfico de pico | Posições do gráfico de pico | Posições do gráfico de pico |
| Título                                                                              | Detalhes | USA                         | AUS                         | BEL                         | FRA                         | GER                         | IRL                         | NLD                         | NZ                          | SWI                         | Reino Unido                 |
| ----------------------------------------------------------------------------------- | --- | --------------------------- | --------------------------- | --------------------------- | --------------------------- | --------------------------- | --------------------------- | --------------------------- | --------------------------- | --------------------------- | --------------------------- |
| The Universe Smiles Upon You                                                        | - Lançado: 6 de novembro de 2015 - Rótulo: Night Time Stories - Formatos: CD, download digital, LP, streaming               | -                           | -                           | 120                         | -                           | -                           | -                           | -                           | -                           | -                           | -                           |
| Con Todo el Mundo                                                                   | - Lançado: 26 de janeiro de 2018 - Rótulo: Dead Oceans / Night Time Stories - Formatos: CD, download digital, LP, streaming | -                           | -                           | 46                          | -                           | -                           | -                           | 91                          | -                           | -                           | 82                          |
| Mordechai                                                                           | - Lançado: 26 de junho de 2020 - Rótulo: Dead Oceans / Night Time Stories - Formatos: CD, download digital, LP, streaming   | 31                          | 4                           | 4                           | 165                         | 8                           | 52                          | 5                           | 10                          | 11                          | 7                           |
| "-" indica álbum que não alcançou as paradas ou não foi lançado naquele território. | |                             |                             |                             |                             |                             |                             |                             |                             |                             |                             |